# Махавира
Махавира, известен също като Вардхамана, е 24-тият и последен тиртханкара на джайнизма. Той е духовният наследник на Паршванатха. Той е реформаторът на джайнистката монашеска общност. Според поверията на двете главни джайнистки деноминации, Шветамбара и Дигамбара, Махавира се замонашва и води крайно аскетичен живот, достигайки „кайваля“ (върховна мъдрост и пълно разбиране). Проповядвайки доктрина на строги ограничения, Махавира се застъпва за ненасилието при всякакви обстоятелства и приемането на петте „велики клетви“ на отричане.
Обикновено се изобразява седнал или прав в поза на медитация и със символ на лъв под него. Най-ранната му иконография е открита в северноиндийския град Матхура и датира най-рано от 1 век пр.н.е.

## Биография
Макар традиционно да се смята, че Махавира е роден през 599 г. пр.н.е., много учени смятат, че той се е родил много по-късно (ок. 540 г. пр.н.е.) и вероятно е живял по същото време като Сидхарта Гаутама Буда. Израства в семейството на бойната каста Кшатрия в Кшатриякундаграма, предградие на Вайшали (днес в щата Бихар), откъде произлизат както джайнизма, така и будизма.
Периодът от 7 до 5 век. пр.н.е. е белязан от голямо интелектуално, философско, религиозно и социално съзряване в Индия. По това време кастата Кшатрия се противопоставя на културната доминация на брахманите, които властват в района по силата на предполагаемата си вродена непорочност. Нараства и опозицията срещу мащабните ведически жертвоприношения, в които се убиват много животни. Поради популярността на идеята за непрекъснато прераждане, която свързва животните и хората в един цикъл на раждане, смърт и прераждане, ненужното убийство се превръща в противоречива практика за много хора. Възможно е икономически фактори също да са спомогнали за развиването на доктрината на ненасилие. Водачите на протестантските секти започват да се считат за еретици. Двамата най-видни дейци на това движение са именно Махавира и Буда.
Макар сведенията за живота на Махавира да се различават в двете джайнистки деноминации, известно е, че той е отгледан в лукс, но понеже е по-малкият син в семейството, той не е претендент за ръководител на клана. На 30-годишна възраст, след като сключва брак с жена от кастата си и му се ражда дъщеря, Махавира се отрича от света и става монах. Той носи една дреха в продължение на повече от година, но по-късно започва да живее гол и без да притежава нищо – дори без купа за вода. Той позволява на насекомите да го лазят и да го хапят, понасяйки болката с упоритост. Хората често го обиждат и удрят заради неприличното му тяло, но той понася и думите им и ударите им с хладнокръвие. Медитирайки ден и нощ, той живее на различни места – работилници, гробници или в подножието на дърветата. Опитвайки се да избегне всякаква порочна дейност, той се старае да не нарани която и да е форма на живота. Пости често и никога не яде нещо, което е било специално приготвено за него. И макар да прекарва по-голямата част от годината скитайки се, през дъждовният сезон Махавира се подслонява в села и градове. След 12 години краен аскетизъм той постига „кайваля“ – състояние на върховна мъдрост и пълно разбиране за света.

### Учение
Махавира често се смята за основател на джайнизма. Той основава доктрината си на ученията на 23-тия тиртханкара, Паршванатха. Махавира систематизира по-ранните джайнистки учения, както и метафизичните, митологичните и космологичните поверия на джайнизма. Той установява и правилата на религиозния живот на джайнистките монаси, монахини и миряни.
Махавира проповядва, че хората могат да спасят душите си от замърсяване с материалното, живеейки живот на изключителен аскетизъм и отнасяйки се с ненасилие към всички живи същества. Идеята му за ненасилие поощрява последователите му да станат твърди застъпници на вегетарианството. Освен това, учениците му са подпомагани в пътуването си към спасението чрез пет „велики клетви“ – махаврата. Те включват отричане от убийство, лъжесвидетелстване, алчност, сексуално удоволствие и всякакви връзки с хората. Паршванатха е проповядвал само четири клетви.
Според поверията, той умира през 527 г. пр.н.е. в Павапури (Бихар), оставяйки група от последователи на джайнизма. Чрез практиката си на ненасилие, те дълбоко повлияват на индийската култура.